# Mouleydier
Mouleydier [muledje] (okzitanisch Mont Leidièr) ist eine französische Gemeinde mit 1155 Einwohnern (Stand 1. Januar 2022) im Département Dordogne in der Region Nouvelle-Aquitaine. Die Einwohner nennen sich Montleydériens bzw. Montleydériennes.

## Geographie

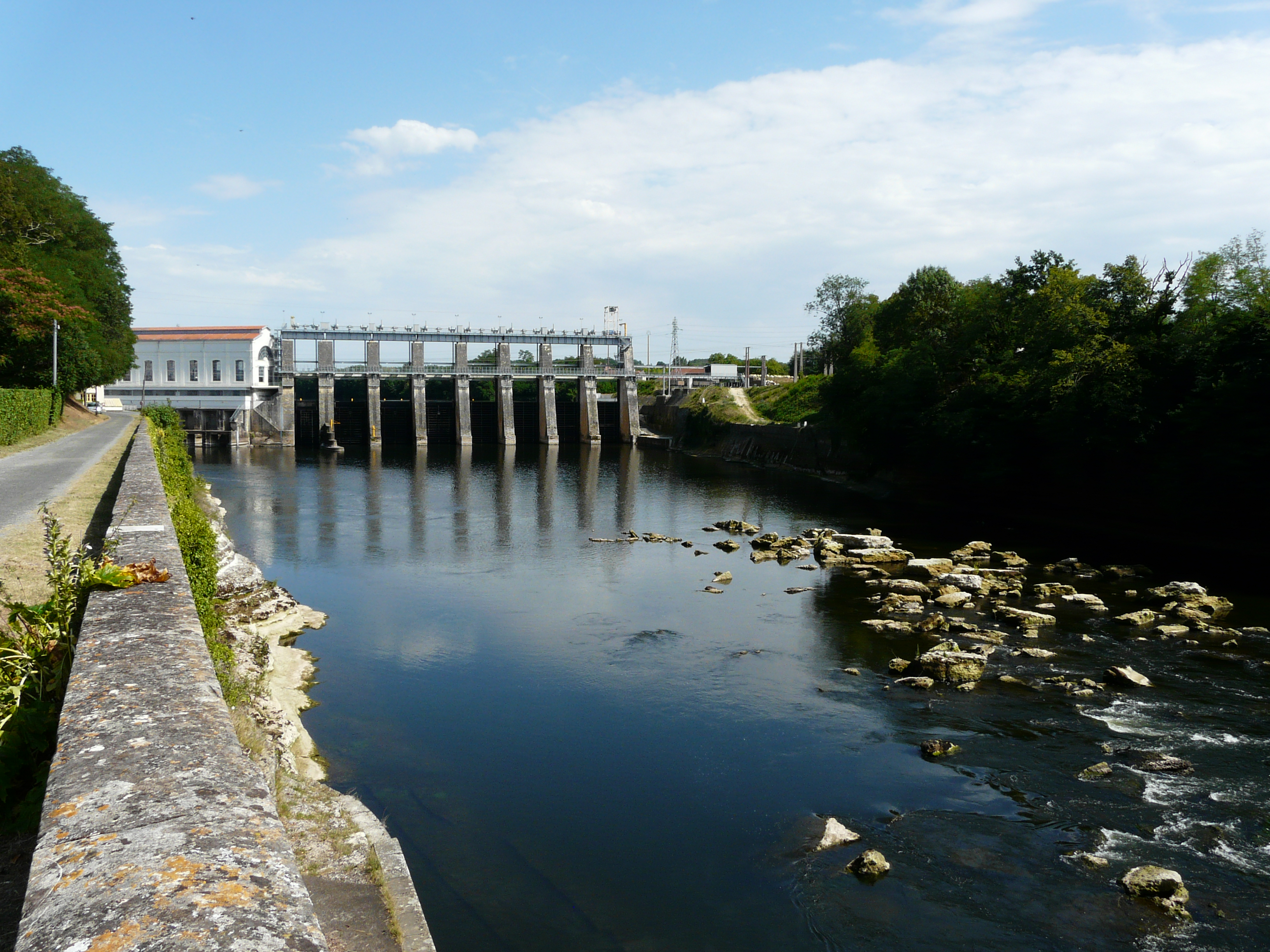
Barrage de Tuilières von Mouleydier aus gesehen

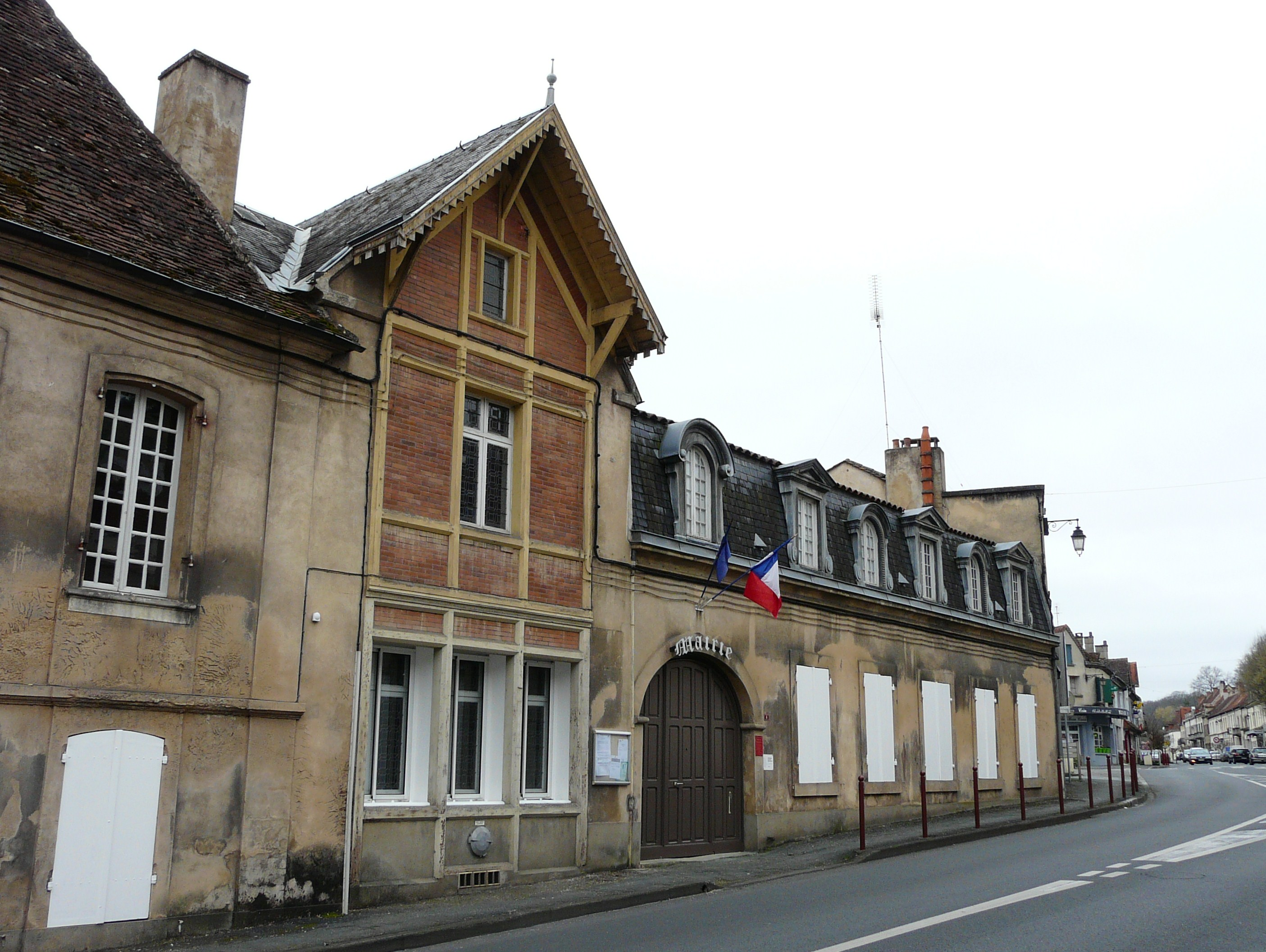
Rathaus (Mairie)

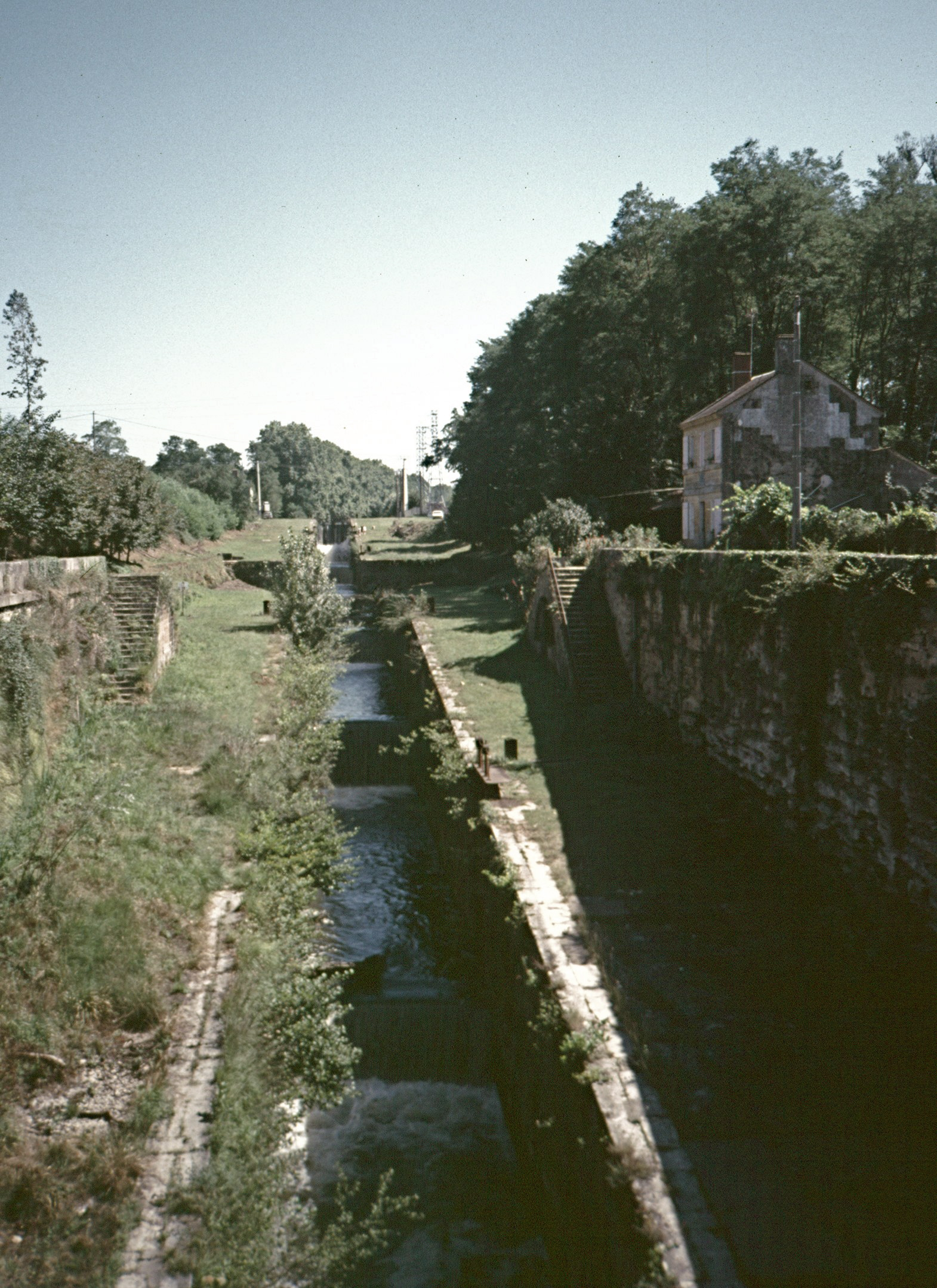
Schleusentreppe Tuilières am Canal de Lalinde (1987)

Mouleydier liegt am nördlichen Ufer des Flusses Dordogne. Flussaufwärts befindet sich, knapp außerhalb des Gemeindegebiets, der Anfang des 20. Jahrhunderts erbaute Staudamm Barrage de Tuilières.

## Geschichte
Im 12. Jahrhundert wurde oberhalb von Mouleydier eine Festung errichtet, die 1375 von Bertrand du Guesclin belagert und zerstört wurde. Die Ruinen sind heute (2012) noch sichtbar. In den folgenden Jahrhunderten entwickelte sich die Gemeinde zu einem wichtigen Binnenhafen an der Dordogne. Beim nahen Dorf Tuilières im östlichen Gemeindegebiet wurde 1844 im Verlauf des Canal de Lalinde eine Schleusentreppe gebaut.
In der Zeit der Französischen Revolution wurde Mouleydier mit der Nachbargemeinde Saint-Cibard vereinigt. In der durch den Nationalkonvent dekretierten Periode der Entchristianisierung bis zum Jahre 1795 wurde der Zusatz „Saint“ fallengelassen und schließlich der heute noch gültige Name angenommen.
Der deutsch-jüdische Glasmalerei- und Glasmosaikenfabrikant Gottfried Heinersdorff versteckte sich seit 1940 in Mouleydier. Er wurde nach seinem Tod am 24. Oktober 1941 hier begraben.
Am 21. Juni 1944 wurde die Gemeinde von der 11. Panzer-Division der deutschen Wehrmacht auf deren Rückzug vollständig geplündert und niedergebrannt. 22 Widerstandskämpfer des Maquis wurden danach in Moleydier erschossen. An dieses Ereignis erinnert heute der Straßenname Rue du 21 Juin 1944. Der Wiederaufbau des Orts erfolgte in den Jahren 1945 bis 1955.

### Bevölkerungsentwicklung
| Jahr                       | 1962 | 1968 | 1975 | 1982 | 1990 | 1999 | 2006 | 2017 |
| Einwohner                  | 940  | 989  | 983  | 966  | 1049 | 1059 | 1008 | 1132 |
| Quellen: Cassini und INSEE |      |      |      |      |      |      |      |      |

## Sehenswürdigkeiten
- Der Staudamm Barrage de Tuilières liegt unmittelbar jenseits der Gemeindegrenze auf dem Gebiet der Gemeinden Saint-Capraise-de-Lalinde und Saint-Agne.
- Unterhalb des Staudamms mündet der Canal de Lalinde in die Dordogne. Dort befindet sich eine sechsstufige Schleusentreppe (Escalier d’écluses de Tuilières), die 1844 errichtet wurde. Sie weist zweimal drei aufeinanderfolgende Kammern mit einer dazwischenliegenden Haltung auf. Mit ihr wurde auf einer Länge von 289 m ein Höhenunterschied von 22 m überwunden.[3][4] Im Jahr 1926 wurde der Kanal aus der Liste der schiffbaren Gewässer Frankreichs gestrichen. Die Gesamtanlage nebst den Gebäuden ist seit 1966 als Monument historique geschützt.

## Umwelt

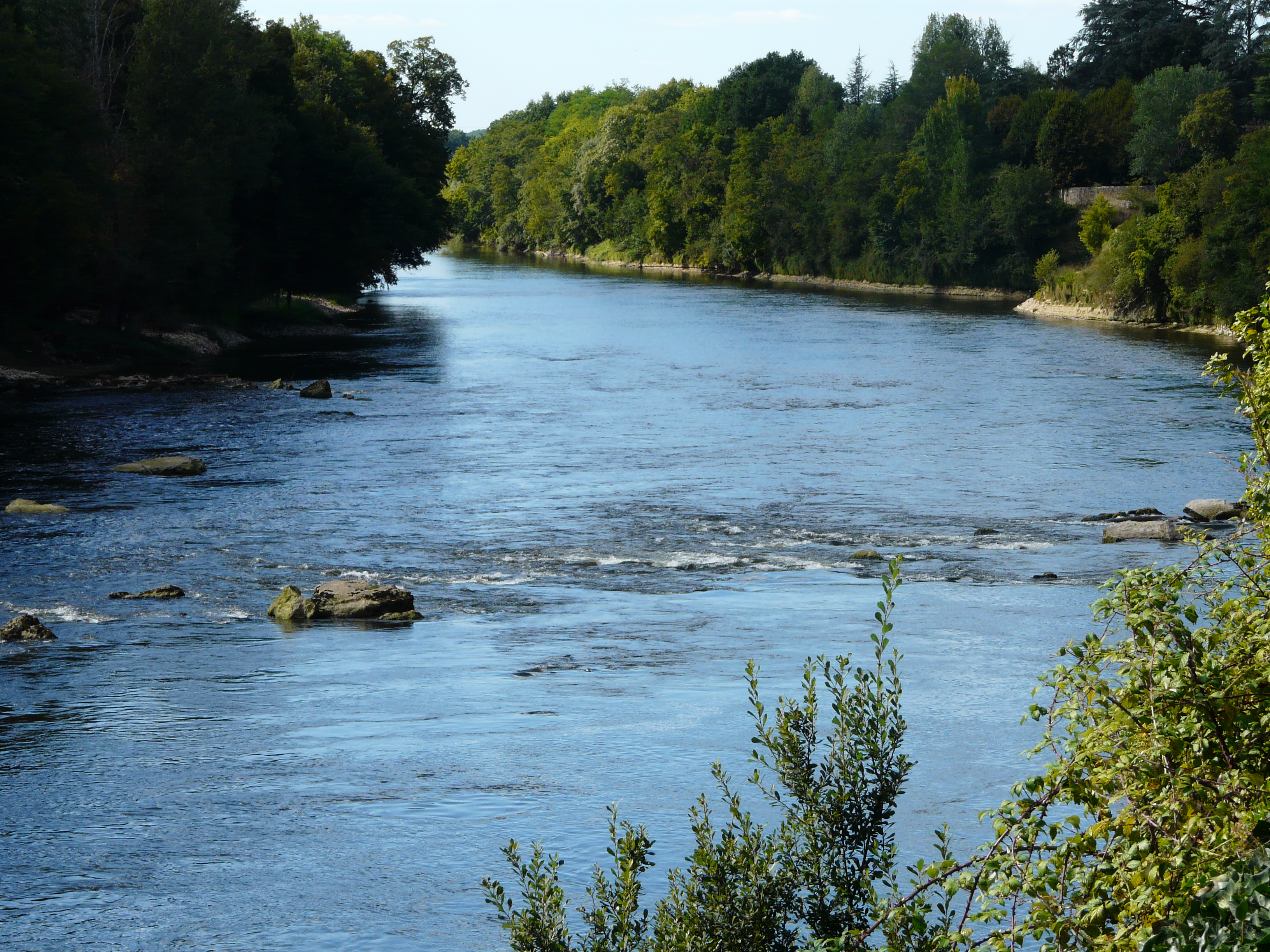
Die Dordogne in der geschützten Zone unterhalb des Staudamms

Der Flusslauf der Dordogne ist im Gemeindegebiet Teil einer Naturschutzzone (Natura 2000), die unter anderem die Wanderung von Lachsen unterstützen soll und Brutplätze für Neunaugen und den Maifisch bietet.
Nördlich von Mouleydier sind mehr als ein Drittel des Gemeindegebietes, als Teil des Waldes von Liorac, Naturschutzgebiet. Dort sind die Jagd und andere menschliche Aktivitäten eingeschränkt.

## Verkehr
Durch Mouleydier verläuft die Bahnstrecke Libourne–Buisson, die den Ortskern zunächst auf einem Viadukt über- und östlich anschließend in einem Tunnel unterquert. Der Bahnhof Creysse-Mouleydier wurde rückgebaut, der Ort wird nicht mehr von Zügen bedient.
Die Departementsstraße D 660 (ehemals Route nationale 660) verläuft parallel zur Bahnstrecke von Westen nach Osten durch Mouleydier. In der Nord-Süd-Richtung wird sie in der Ortsmitte von der D 21 gekreuzt.

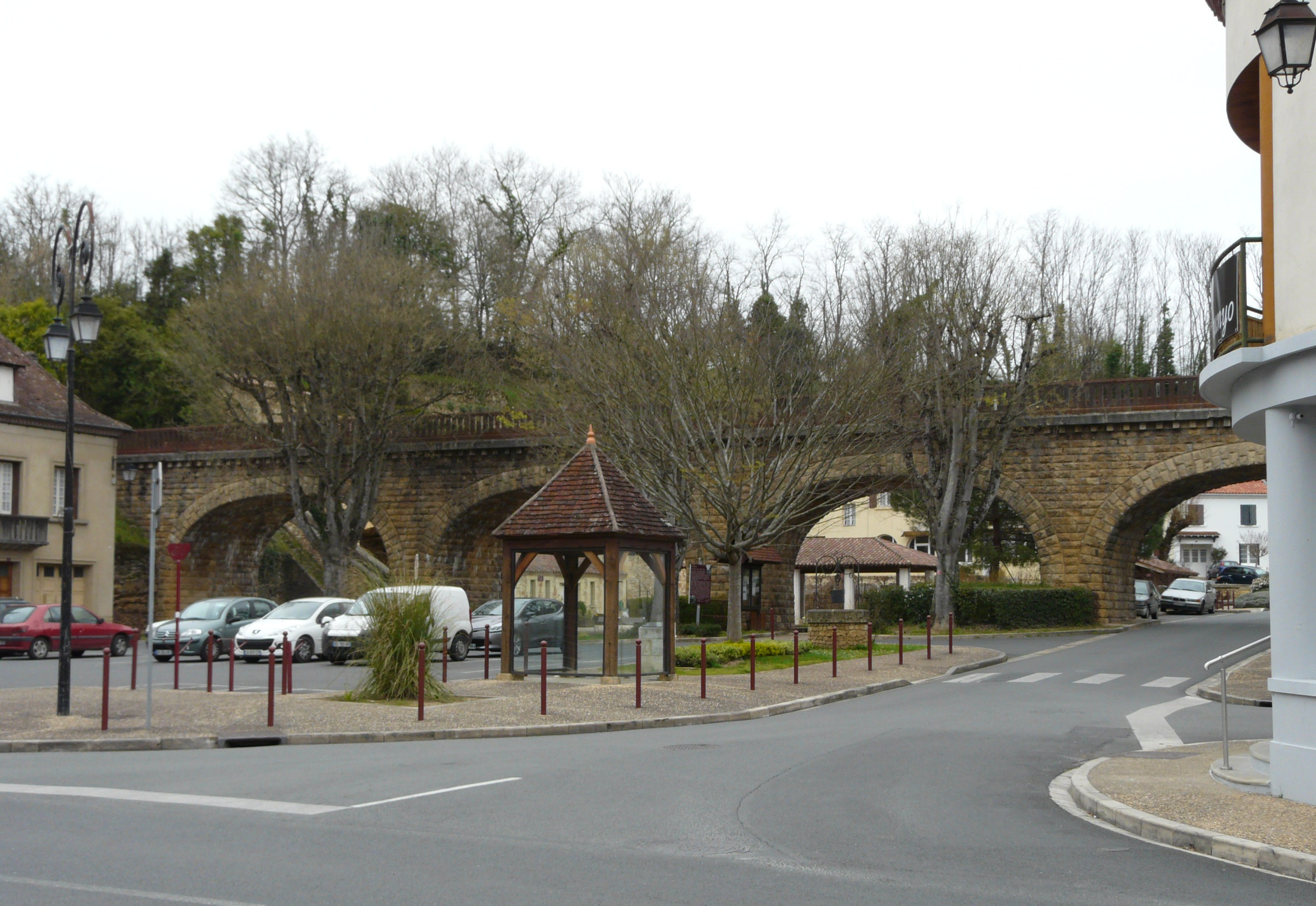
Bahnviadaukt über die Rue de la Salmoniculture
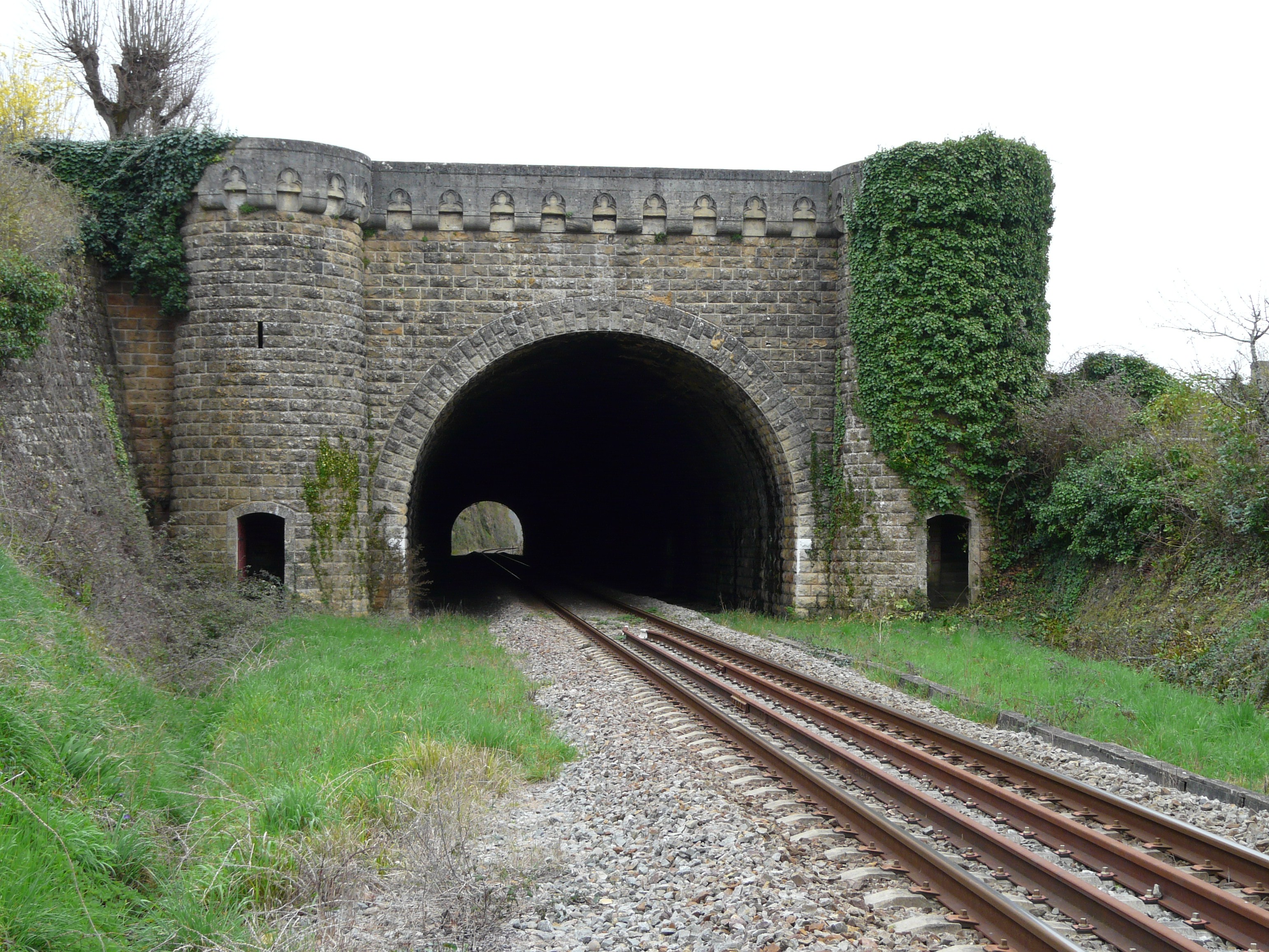
Eisenbahntunnel